# Achilleio
Achilleio ou Achíllio (en grec moderne : Αχίλλειο) est un ancien dème de l'ancien nome de Corfou, en Grèce. Il était situé au centre-sud de l’île de Corfou, au sud de Corfou ville. Il avait une superficie de 48 650 km² et une population de 10 319 habitants (au recensement de 2001). Il a fusionné en 2011 avec ses voisins pour former le dème de Corfou, avant d'être rattaché en 2019 au dème de Corfou-Centre et des îles Diapontiques dans le cadre du programme Clisthène I.
Le siège du dème d’Achilleio était le village de Gastoúri (953 habitants). Les autres villages du dème étaient Kynopiástai (1 279 habitants), Virós (1 018 habitants), Pérama (877 habitants), Benítses (789 habitants), Káto Garoúna (650 habitant) et Kastellánoi (553 habitants).
Le dème d’Achilleio tenait son nom du palais de l’Achilleion, que l’impératrice Élisabeth d’Autriche-Hongrie s’est fait construire à Corfou en 1889-1891.